# Định lý Kutta-Zhukovsky
Định lý Kutta-Joukowski còn gọi là định lý Joukowski hay định lý Giu-cốp-ski là định lý về lực nâng vật thể khi có sự chảy bao quanh của một dòng chất lỏng (khí) lý tưởng song phẳng. Định lý này được xây dựng nên bởi N.E.Joukowski (Н. Е. Жуковский) vào năm 1904.

## Phát biểu định lý
"Lực nâng cánh máy bay (có độ sải cánh giới hạn) bằng tích của khối lượng riêng chất lỏng (khí), vận tốc chất lỏng (khí), lưu số của vận tốc dòng chất lỏng (khí) và độ dài đoạn cánh đang xét. Hướng của lực nâng xác định bởi phép quay vec-tơ vận tốc của dòng chất lỏng (khí) ngược với hướng  hoàn lưu một góc vuông"
Ở dạng công thức:
{\displaystyle {\vec {F}}=-\rho {\vec {u}}_{\infty }\times {\vec {\Gamma }}l}
- {\displaystyle {\vec {F}}} - lực nâng

Các lực tác dụng lên cánh máy bay.

- {\displaystyle \rho } - khối lượng riêng chất lỏng (khí)
- {\displaystyle {\vec {u}}_{\infty }} - vận tốc của dòng chất lỏng (khí) ở vô cùng
- {\displaystyle {\vec {\Gamma }}} - lưu số (hoàn lưu) vận tốc  (vec-tơ có hướng vuông góc với mặt cắt của cánh, hướng của vec-tơ phụ thuộc vào hướng của lưu số)
- {\displaystyle l} - độ dài đoạn cánh (vuông góc với mặt cắt cánh)

Định lý trên là cơ sở cho việc xây dựng nên lý thuyết về cánh máy bay và chân vịt tàu thủy. Nó cho phép tính toán lực nâng cánh, lực kéo của chân vịt, lực tải trọng của cánh turbin, v.v...
Để xác định lưu số vận tốc của cánh với mép nhọn về phía sau, có thể sử dụng định đề Joukowski-Chaplygin

## Lịch sử ra đời
Trước khi lý thuyết của Joukowski ra đời, lực nâng đã được Newton giải thích, lý thuyết của Newton nói rằng sự va đập với vật thể hình thuôn không liên quan gì đến các hạt không khí. Lý thuyết này làm giảm giá trị của lực nâng cánh.
Joukowski lần đầu tiên công bố vào năm 1904, trong hội nghị toán học ngày 15/11/1905.
Định lý này được đăng trên công trình "Sự rơi trong không khí của các vật quay quanh một trục " và " Về các xoáy kết hợp " (1906).
Nhà khoa học Đức Martin Wilhelm Kutta cũng từng nghiên cứu sâu về lĩnh vực này, vì thế định lý Joukowski còn được biết đến với tên gọi Kutta-Joukowski.